# Január 13.
Január 13. az év 13. napja a Gergely-naptár szerint. Az évből még 352 (szökőévekben 353) nap van hátra.
Névnapok: Veronika + Csongor, Gotfrid, Hilmár, Hirám, Ivett, Ivetta, Judit, Jutka, Vera, Veron, Verona, Veronka, Vidor, Yvett, Zonga, Zongor

## Események

### Politikai események
- 1409 – I. (Narbonne-i) Vilmos arboreai királyt a szardíniai Oristanóban királlyá koronázták.
- 1522 – II. (Jagelló) Lajos magyar király és Habsburg Mária kasztíliai királyi hercegnő, osztrák főhercegnő  a székesfehérvári házasságkötésük után Budán a főváros lakossága előtt is megerősítették frigyüket.
- 1568 – lezárul a tordai országgyűlés, amely a korabeli Európában egyedülálló vallási türelmet hirdet [1] .
- 1713 – II. Rákóczi Ferenc partra száll Dieppe-ben, Franciaországban.
- 1849 - Althann császári alezredes Bakonybélnél szétkergeti Mednyánszky Sándor szabadcsapatát. A császáriak bevonulnak Szolnokra. Bem elfoglalja Marosvásárhelyt. Román felkelők lerombolják Járát.
- 2008 – Több mint 50 ezer ellenzéki tüntet a grúziai Tbiliszi központjában az elnökválasztás végeredménye miatt.
- 2008 – Nalcsikban – a Kabard- és Balkárföld fővárosában – ismeretlenek az utcán lelövik a szervezett bűnözés elleni csoport és a különleges kommandós alakulat főnökeit.

### Kulturális események

#### Zenei események
- 2014 – Shakira új, „Can’t Remember To Forget You” című kislemeze megjelenik Rihanna közreműködésével.

### Sportesemények
- 1957 –  Formula–1 argentin nagydíj, Buenos Aires - Győztes: Juan Manuel Fangio  (Maserati)
- 1974 –  Formula–1 argentin nagydíj, Buenos Aires - Győztes: Denny Hulme  (McLaren Ford)
- 1980 – Formula–1 argentin nagydíj, Buenos Aires - Győztes: Alan Jones   (Williams Ford)
- 2012 – Január 13. és 22. között tartják az I. téli ifjúsági olimpiai játékokat Innsbruckban, Ausztriában.

### Egyéb események
- 1982 - Az Air Florida 90-es járata másodpercekkel a felszállás után lezuhant a Potomac folyó egyik hídjára. A fedélzeten tartózkodó 79 emberből 74 hunyt el, további négy a földön (összesen 78-an haltak meg a katasztrófában). A tragédiát az időjárás, a nem megfelelő karbantartás és a pilóták komoly hibái együttesen okozták.
- 2012 – Zátonyra fut a Costa Concordia luxushajó Olaszország nyugati partjainál.

## Születések
- 1505 – II. Joachim brandenburgi választófejedelem († 1571)
- 1738 – Jan Dekert lengyel kereskedő, nagypolgári politikus, Varsó polgármestere († 1790)
- 1754 – Laczkovics János huszárkapitány, a magyar jakobinus mozgalom egyik vezetője (kivégezték † 1795)
- 1848 – Lilla Cabot Perry amerikai impresszionista festőnő († 1933)
- 1873 – Békefi Lajos magyar színész, népszínműénekes, színházi rendező († 1953)
- 1891 – Baghy Gyula magyar színész, költő, eszperantó nyelven alkotó író, műfordító († 1967)
- 1895 – Piukovich József magyar gazdasági felügyelő, főszolgabíró, országgyűlési képviselő († ?)
- 1903 – Román György magyar festőművész és író († 1981)
- 1903 – Soós Paula matematika–fizika szakos magyar tanár († 1996)
- 1905 – Ábel Olga magyar újságíró, író, műfordító († 1987)
- 1908 – Michel Gyarmathy (Gyarmathy Mihály) magyar származású francia rendező, színházigazgató († 1996)
- 1909 – Helmut Glockler német autóversenyző († 1993)
- 1919 – Robert Stack amerikai színész († 2003)
- 1920 – Madaras Vilma magyar színésznő († 2008)
- 1921 – Csákányi László Jászai Mari-díjas magyar színész, énekes († 1992)
- 1924 – Paul Karl Feyerabend osztrák származású tudományfilozófus († 1994)
- 1928 – Barnassin Anna magyar író, dramaturg
- 1929 – Nagy Marianna Európa-bajnok műkorcsolyázó († 2011)
- 1931 – Ian Hendry angol színész († 1984)
- 1932 – Szilvási Lajos magyar író, újságíró († 1996)
- 1935 – Medgyesi Mária Jászai Mari-díjas magyar színésznő, a Budapesti Operettszínház örökös tagja
- 1936 – Mikolay László magyar színész, színházi rendező
- 1936 – Tatay Éva Kazinczy-díjas magyar színésznő, előadóművész, tanár
- 1942 – Veress Miklós, József Attila-díjas magyar költő, műfordító, kritikus, szerkesztő († 2019)
- 1946 – Baranyay László Liszt Ferenc-díjas magyar zongoraművész és -tanár
- 1954 – Dér András Balázs Béla-díjas magyar filmrendező, operatőr
- 1962 – Palik László magyar sportriporter, tereprali-versenyző
- 1966 – Patrick Dempsey amerikai színész
- 1967 – Viktor But orosz KGB őrnagy, fegyverkereskedő
- 1968
  - Gianni Morbidelli olasz autóversenyző
  - Mihai Leu román ökölvívó, raliversenyző († 2025)
- 1973 – Juan Diego Flórez perui operaénekes
- 1974 – Mesterházy Gyula Soós Imre-díjas magyar színész
- 1977 – Orlando Bloom angol színész
- 1979 – Jang Vej kínai tollaslabdázó
- 1985 – Kovács Lotti magyar színésznő
- 1987 – Oliver James angol labdarúgó
- 1989 – Alex Diaz kolumbiai labdarúgó
- 1990 – Liam Hemsworth ausztrál színész
- 1994 – Bayan Jumah szír úszónő
- 1995 – Natalia Dyer amerikai színésznő
- 1997 – Egan Bernal kolumbiai kerékpárversenyző

## Halálozások
- 533 – Szent Remigius püspök, Franciaország apostola (* 437)
- 888 – II. Károly keleti frank király (* 839)
- 1551 – Kecsethy Márton volt veszprémi püspök
- 1625 – Id. Jan Brueghel flamand festő, (* 1568)
- 1717 – Maria Sibylla Merian német természetkutató, tudományos illusztrátor (* 1647)
- 1846 – Kovacsóczy Mihály ügyvéd, lapszerkesztő (* 1801)
- 1847 – József nádor (* 1776)
- 1857 – Szén József magyar sakkmester (* 1805)
- 1864 – Stephen Foster dalszerző, "az amerikai zene atyja" (* 1826)
- 1897 – Schwarz Dávid magyar kereskedő, feltaláló (* 1850)
- 1912 – Görgey István honvéd százados, történetíró (* 1825)
- 1931 – Kandó Kálmán magyar gépészmérnök, feltaláló (* 1869)
- 1941 – James Joyce (James Augustine Aloysius Joyce), ír származású  angol nyelvű író, költő (* 1882)
- 1945 – Szabó Dezső magyar író, kritikus, publicista (* 1879)
- 1953 – Fábián Gáspár magyar építész (* 1885)
- 1972 – Jack Ensley amerikai autóversenyző (* 1906)
- 1983 – René Bonnet francia autóversenyző (* 1904)
- 1984 – John Bolster brit autóversenyző (* 1910)
- 1991 – Müller Antal római katolikus pap, érseki tanácsos (* 1917)
- 2004 – Bob Ansell brit autóversenyző (* 1917)
- 2005 – Varga Károly magyar színész (* 1951)
- 2007 – Danny Oakes amerikai autóversenyző (* 1911)
- 2009 – Patrick McGoohan amerikai színész (* 1928)
- 2010 – Bill Moss brit autóversenyző (* 1933)
- 2012 – Fehér Sándor hegedűművész, a Magyar Civil Becsületrend 2013-as díjazottja (* 1973)
- 2017 – Antony Armstrong-Jones, Snowdon 1. grófja, brit fotós (* 1930)
- 2021 – Vass Gábor magyar színész, szinkronszínész (* 1956)
- 2024 – Csíky András Kossuth-díjas erdélyi magyar színész (* 1930)
- 2025 – Békés Itala Kossuth- és Jászai Mari-díjas magyar színésznő, érdemes és kiváló művész (* 1927)

## Ünnepek, emléknapok, világnapok
- Litvánia: a szabadság védelmének emléknapja[2]
- Togo: a felszabadítás napja (az 1963-as katonai puccs emlékére)
- USA: Stephen Foster-emléknap[3]
- Magyarország, Erdély: A vallásszabadság napja.